# Godečevo
Godečevo (Servisch cyrillisch Годечево) is een plaats in de Servische gemeente Kosjerić. De plaats telt 599 inwoners (2002).